# Copa de la República de Mauricio
La Copa de la República de Mauricio (en francés: Coupe de la république de Maurice de football) es una competición de fútbol organizada por la Asociación de Fútbol de Mauricio creada en 1990 y que se juega en el verano de cada año. Tiene un sistema de competición similar al de la Copa de Mauricio con la diferencia de que participan solo equipo de la Liga Premier de las islas Mauricio.

## Ediciones anteriores
- 1990 : Sunrise 2-1 Fire Brigade SC
- 1991 : Fire Brigade SC 4-0 Young Tigers
- 1992 : Sunrise 4-1 RBBS
- 1993 : Sunrise 3-2 Fire Brigade SC
- 1994 : Sunrise 1-0 Maurice Espoir
- 1995 : Fire Brigade SC 3-1 Maurice Espoir
- 1996 : Sunrise 4-0 Scouts Club
- 1997 : Sunrise 0-0 (5 - 2 pen) Fire Brigade SC
- 1998 : Sunrise 4-3 Fire Brigade SC
- 1999 : Fire Brigade SC SC 4-0 Faucon Noir
- 2000 : No se jugó
- 2001 : AS Port-Louis 2000 2-1 Olympique de Moka
- 2002 : Union Sportive de Beau-Bassin Rose-Hill 5-1 AS de Vacoas-Phoenix
- 2003 : Faucon Flacq 2-1  Union Sportive de Beau-Bassin Rose-Hill
- 2004 : AS Port-Louis 2000 2-1 Union Sportive de Beau-Bassin Rose-Hill
- 2005 : AS Port-Louis 2000 2-0 Union Sportive de Beau-Bassin Rose-Hill
- 2006 : AS de Vacoas-Phoenix 2-2 (5 - 4 pen) PAS Mates[1]
- 2007 : Curepipe Starlight SC 1-0 Savanne SC[2]
- 2008 : Curepipe Starlight SC 2-0 AS Port-Louis 2000[3]
- 2009 : Savanne SC 2-0 Curepipe Starlight SC[4]
- 2010 : Pamplemousses SC 0-0 (6 - 5 pen) Petite Rivière Noire SC[5]
- 2011 : Pamplemousses SC 3-1 Petite Rivière Noire SC[6]
- 2011/12 : Savanne SC 1-1 (aet, 11-10 pen) AS Rivière du Rempart
- 2012/13 : Pamplemousses SC 1-0 Curepipe Starlight SC
- 2013/14 : AS Port-Louis 2000 1-0 Curepipe Starlight SC
- 2014/15 : La Cure Sylvester 1-1 (aet, 5-4 pen) Pamplemousses SC
- 2015/16 : Cercle de Joachim 1-0 AS Port-Louis 2000
- 2016/17 : Pamplemousses SC 4-2 GRSE Wanderers
- 2017/18 : Bolton City Youth Club 2-1 Petite Rivière Noire SC
- 2019 : Pamplemousses SC 1-0 La Cure Sylvester SC
- 2020 : Pamplemousses SC 4-2 Petite Rivière Noire SC
- 2021 : abandonada
- 2022/23 : Pamplemousses SC 1-0 Entente Boulet Rouge-Riche Mare Rovers

## Títulos por equipo
| Equipo                                  | Títulos |
| --------------------------------------- | ------- |
| Pamplemousses SC                        | 7       |
| Sunrise SC                              | 7       |
| AS Port-Louis 2000                      | 4       |
| Fire Brigade SC                         | 3       |
| Curepipe Starlight SC                   | 2       |
| Union Sportive de Beau-Bassin Rose-Hill | 1       |
| Faucon Flacq SC                         | 1       |
| AS de Vacoas-Phoenix                    | 1       |
| Le Cure Sylvester SC                    | 1       |
| Cercle de Joachim                       | 1       |
| Bolton City Youth Club                  | 1       |